# Liste des villes de Lucky Luke
 (août 2021).
- Si vous ne connaissez pas le sujet, laissez ce bandeau (vous pouvez alors contacter les auteurs).
- Si vous supprimez le contenu mis en cause (vous pouvez préalablement contacter les auteurs),

argumentez précisément cette suppression dans la page de discussion
(un manque de référence n'est pas un argument ; une recherche réelle de référence doit avoir été effectuée, être formellement documentée).
Cet article liste les villes, villages, hameaux et lieux-dits présents ou cités tout au long de la bande dessinée Lucky Luke, ainsi que Kid Lucky et Rantanplan :

## Lucky Luke

### Pays
En plus des États-Unis, Lucky Luke s'est rendu dans trois autres pays étrangers durant ses aventures, à savoir le Canada, le Mexique et la France.
Il y a également trois autres pays dans lesquels se déroule l'histoire mais où Lucky Luke ne s'est pas rendu, à savoir l'Autriche-Hongrie, l'Égypte et l'Irlande.

### États
Durant l'histoire des aventures de Lucky Luke, ce dernier s'est en tout rendu dans trente-et-un États américains, à savoir l'Alaska, l'Arkansas, l'Arizona, la Californie, la Caroline du Sud, le Colorado, le Dakota du Sud, l'État de New York, l'Illinois, l'Iowa, le Kansas, le Kentucky, la Louisiane, le Maryland, le Massachusetts, le Michigan, le Minnesota, le Mississippi, le Missouri, le Montana, le Nebraska, le Nevada, le Nouveau-Mexique, l'Oklahoma, la Pennsylvanie, le Tennessee, le Texas, l'Utah, Washington (DC), le Wisconsin et le Wyoming.
Il y a également un autre État dans lequel se déroule l'histoire mais où Lucky Luke ne s'est pas rendu, à savoir la Floride.

### Villes

#### Liste des villes
| N°  | Ville                                      | Localisation                | État                                                         | Album d'apparition                        |
| --- | ------------------------------------------ | --------------------------- | ------------------------------------------------------------ | ----------------------------------------- |
| 1   | Nugget-City                                | West-Hills                  | Arizona ( États-Unis)                                        | La Mine d'or de Dick Digger               |
| 2   | Silverbrook                                | Inconnu                     | Arizona ( États-Unis)                                        | La Mine d'or de Dick Digger               |
| 3   | Navajo-City                                | Sud-Ouest                   | Arizona ( États-Unis)                                        | Rodéo                                     |
| 4   | Desperado-City → Justice-City              | Inconnu                     | Arizona ( États-Unis)                                        | Rodéo                                     |
| 5   | Buffalo Creek                              | Nord                        | Arizona ( États-Unis)                                        | Rodéo                                     |
| 6   | New York,                                  | —                           | New York ( États-Unis)                                       | Rodéo                                     |
| 7   | Nugget Gulch                               | Inconnu                     | Arizona ( États-Unis)                                        | Sous le ciel de l'Ouest                   |
| 8   | Rattlesnake Valley                         | Inconnu                     | Arizona ( États-Unis)                                        | Sous le ciel de l'Ouest                   |
| 9   | Gunbarrelvalley                            | Inconnu                     | Arizona ( États-Unis)                                        | Sous le ciel de l'Ouest                   |
| 10  | Bottleneck City                            | Inconnu                     | Arizona ( États-Unis)                                        | Sous le ciel de l'Ouest                   |
| 11  | Clover-Valley                              | Inconnu                     | Arizona ( États-Unis)                                        | Sous le ciel de l'Ouest                   |
| 12  | Red-City                                   | Inconnu                     | Inconnu ( États-Unis)                                        | Lucky Luke contre Pat Poker               |
| 13  | Tumbleweed Valley                          | Inconnu                     | Inconnu ( États-Unis)                                        | Lucky Luke contre Pat Poker               |
| 14  | El Reno                                    | Comté de Canadian           | Oklahoma ( États-Unis)                                       | Hors-la-loi                               |
| 15  | La Mesa                                    | Inconnu                     | Oklahoma ( États-Unis)                                       | Hors-la-loi                               |
| 16  | Wichita                                    | Comté de Sedgwick           | Kansas ( États-Unis)                                         | Hors-la-loi                               |
| 17  | Coffeyville                                | Comté de Montgomery         | Kansas ( États-Unis)                                         | Hors-la-loi                               |
| 18  | Greenvalley                                | Inconnu                     | Arizona ( États-Unis)                                        | L'Élixir du Docteur Doxey                 |
| 19  | Fairbank                                   | Inconnu                     | Arizona ( États-Unis)                                        | L'Élixir du Docteur Doxey                 |
| 20  | Sugarbowl-Valley                           | Inconnu                     | Arizona ( États-Unis)                                        | L'Élixir du Docteur Doxey                 |
| 21  | Oxbow Gulch                                | Inconnu                     | Arizona ( États-Unis)                                        | L'Élixir du Docteur Doxey                 |
| 22  | Coyotteville                               | Inconnu                     | Arizona ( États-Unis)                                        | L'Élixir du Docteur Doxey                 |
| 23  | La Siesta                                  | Inconnu                     | Arizona ( États-Unis)                                        | L'Élixir du Docteur Doxey                 |
| 24  | Bottleneck Gulch                           | Far-West                    | Arizona ( États-Unis)                                        | Phil Defer                                |
| 25  | Tombstone                                  | Comté de Cochise            | Arizona ( États-Unis)                                        | Phil Defer                                |
| 26  | Coyote-Creek                               | Inconnu                     | Arizona ( États-Unis)                                        | Phil Defer                                |
| 27  | Beerbarrel-Canyon                          | Inconnu                     | Arizona ( États-Unis)                                        | Phil Defer                                |
| 28  | Smokey-Town                                | Inconnu                     | Arizona ( États-Unis)                                        | Phil Defer                                |
| 29  | Dead Ox Gulch                              | Inconnu                     | Illinois ( États-Unis)                                       | Des rails sur la prairie                  |
| 30  | Las Puertitas                              | Inconnu                     | Californie ( États-Unis)                                     | Des rails sur la prairie                  |
| 31  | Nothing City                               | Inconnu                     | Colorado ( États-Unis)                                       | Des rails sur la prairie                  |
| 32  | West City ⇒ Large City                     | Inconnu                     | Utah ( États-Unis)                                           | Des rails sur la prairie                  |
| 33  | East City ⇒ Large City                     | Inconnu                     | Utah ( États-Unis)                                           | Des rails sur la prairie                  |
| 35  | Desert City                                | Inconnu                     | Inconnu ( États-Unis)                                        | Des rails sur la prairie                  |
| 36  | Los Palitos City                           | Inconnu                     | Inconnu ( États-Unis)                                        | Lucky Luke contre Joss Jamon              |
| 37  | Frontier City                              | Inconnu                     | Inconnu ( États-Unis)                                        | Lucky Luke contre Joss Jamon              |
| 38  | Killer Gulch                               | Ouest                       | Texas ( États-Unis)                                          | Les Cousins Dalton                        |
| 39  | Gold Creek                                 | Inconnu                     | Texas ( États-Unis)                                          | Les Cousins Dalton                        |
| 40  | Dead Man Gulch                             | Est                         | Texas ( États-Unis)                                          | Les Cousins Dalton                        |
| 41  | Okapoka City                               | Inconnu                     | Texas ( États-Unis)                                          | Les Cousins Dalton                        |
| 42  | Whatta Town                                | Inconnu                     | Texas ( États-Unis)                                          | Les Cousins Dalton                        |
| 43  | Oxsoup Gulch                               | Inconnu                     | Texas ( États-Unis)                                          | Les Cousins Dalton                        |
| 44  | Frightful Gulch                            | Ouest                       | Texas ( États-Unis)                                          | Les Cousins Dalton                        |
| 45  | Coyote Gulch                               | Sud                         | Texas ( États-Unis)                                          | Les Cousins Dalton                        |
| 46  | Austin                                     | —                           | Texas ( États-Unis)                                          | Le Juge                                   |
| 47  | Langtry                                    | Comté de Val Verde          | Texas ( États-Unis)                                          | Le Juge                                   |
| 48  | Silver City                                | Comté de Grant              | Nouveau-Mexique ( États-Unis)                                | Le Juge                                   |
| 49  | Boomville                                  | Inconnu                     | Oklahoma ( États-Unis)                                       | Ruée sur l'Oklahoma                       |
| 50  | Whatta Gulch (ou Watta Gulch)              | Inconnu                     | Texas ( États-Unis)                                          | L'Évasion des Dalton                      |
| 51  | Smulch Gulch                               | Inconnu                     | Texas ( États-Unis)                                          | L'Évasion des Dalton                      |
| 52  | Bashful City                               | Inconnu                     | Texas ( États-Unis)                                          | L'Évasion des Dalton                      |
| 53  | La Nouvelle-Orléans                        | Paroisse d'Orléans          | Louisiane ( États-Unis)                                      | En remontant le Mississippi               |
| 54  | Baton Rouge                                | Paroisse de Baton Rouge Est | Louisiane ( États-Unis)                                      | En remontant le Mississippi               |
| 55  | Vicksburg                                  | Comté de Warren             | Mississippi ( États-Unis)                                    | En remontant le Mississippi               |
| 56  | Memphis                                    | Comté de Shelby             | Tennessee ( États-Unis)                                      | En remontant le Mississippi               |
| 57  | Riverville                                 | Inconnu                     | Inconnu ( États-Unis)                                        | En remontant le Mississippi               |
| 58  | Cairo                                      | Comté d'Alexander           | Illinois ( États-Unis)                                       | En remontant le Mississippi               |
| 59  | Saint-Louis                                | —                           | Missouri ( États-Unis)                                       | En remontant le Mississippi               |
| 60  | Dubuque                                    | Comté de Dubuque            | Iowa ( États-Unis)                                           | En remontant le Mississippi               |
| 61  | Minneapolis                                | Comté de Hennepin           | Minnesota ( États-Unis)                                      | En remontant le Mississippi               |
| 62  | Duluth,                                    | Comté de Saint Louis        | Minnesota ( États-Unis)                                      | En remontant le Mississippi               |
| 63  | Horse Gulch                                | Inconnu                     | Texas ( États-Unis)                                          | Sur la piste des Dalton                   |
| 64  | Rightful Bend                              | Inconnu                     | Texas ( États-Unis)                                          | Sur la piste des Dalton                   |
| 65  | Sinful Gulch                               | Inconnu                     | Texas ( États-Unis)                                          | Sur la piste des Dalton                   |
| 66  | Titusville                                 | Comté de Crawford           | Pennsylvanie ( États-Unis)                                   | À l'ombre des derricks                    |
| 67  | Painful Gulch                              | Grande prairie              | Inconnu ( États-Unis)                                        | Les Rivaux de Painful Gulch               |
| 68  | Fort Weakling                              | Ouest                       | Inconnu ( États-Unis)                                        | Billy the Kid                             |
| 69  | Washington                                 | —                           | Washington (DC) ( États-Unis)                                | Les Collines noires                       |
| 70  | Chicago                                    | —                           | Illinois ( États-Unis)                                       | Les Collines noires                       |
| 71  | Des Moines                                 | Comté de Warren             | Iowa ( États-Unis)                                           | Les Collines noires                       |
| 72  | Omaha                                      | Comté de Douglas            | Nebraska ( États-Unis)                                       | Les Collines noires                       |
| 73  | Vienne,                                    | —                           | Archiduché d'Autriche ( Autriche-Hongrie)                    | Les Collines noires                       |
| 74  | Awful Gulch                                | Far West                    | Texas ( États-Unis)                                          | Les Dalton dans le blizzard               |
| 75  | Moose Leg                                  | Inconnu                     | Inconnu ( Canada)                                            | Les Dalton dans le blizzard               |
| 76  | Hamanegg                                   | Inconnu                     | Inconnu ( Canada)                                            | Les Dalton dans le blizzard               |
| 77  | Bristolpaper                               | Inconnu                     | Inconnu ( Canada)                                            | Les Dalton dans le blizzard               |
| 78  | Petitpavé                                  | Inconnu                     | Inconnu ( Canada)                                            | Les Dalton dans le blizzard               |
| 79  | Le Tuyau                                   | Inconnu                     | Inconnu ( Canada)                                            | Les Dalton dans le blizzard               |
| 80  | Golden Glow                                | Inconnu                     | Inconnu ( Canada)                                            | Les Dalton dans le blizzard               |
| 81  | Pocopoco Pueblo                            | Inconnu                     | Texas ( États-Unis)                                          | Les Dalton courent toujours               |
| 82  | Las Ventanitas                             | Inconnu                     | Texas ( États-Unis)                                          | Les Dalton courent toujours               |
| 83  | Nothing Gulch                              | Ouest                       | Texas ( États-Unis)                                          | La Caravane                               |
| 84  | Crazy Town                                 | Far West                    | Inconnu ( États-Unis)                                        | La Caravane                               |
| 85  | Hollywood                                  | Comté de Los Angeles        | Californie ( États-Unis)                                     | La Caravane                               |
| 86  | Gold Hill                                  | Inconnu                     | Inconnu ( États-Unis)                                        | La Ville fantôme                          |
| 87  | Bingo Creek                                | Inconnu                     | Inconnu ( États-Unis)                                        | La Ville fantôme                          |
| 88  | Tortilla Gulch                             | Inconnu                     | Inconnu ( États-Unis)                                        | Les Dalton se rachètent                   |
| 89  | Pleasant Gulch                             | Ouest                       | Inconnu ( États-Unis)                                        | Le 20e de cavalerie                       |
| 90  | Frontier Gulch                             | Inconnu                     | Inconnu ( États-Unis)                                        | Le 20e de cavalerie                       |
| 91  | Gun Gulch                                  | Inconnu                     | Texas ( États-Unis)                                          | L'Escorte                                 |
| 92  | Bulbous Town                               | Inconnu                     | Texas ( États-Unis)                                          | L'Escorte                                 |
| 93  | Crooked Junction                           | Inconnu                     | Texas ( États-Unis)                                          | L'Escorte                                 |
| 94  | Bronco Pueblo                              | Inconnu                     | Nouveau-Mexique ( États-Unis)                                | L'Escorte                                 |
| 95  | Cow Gulch                                  | Ouest                       | Wyoming ( États-Unis)                                        | Des barbelés sur la prairie               |
| 96  | Yellow Fever City                          | Ouest                       | Wyoming ( États-Unis)                                        | Des barbelés sur la prairie               |
| 97  | Princeton,                                 | Comté de Mercer             | Missouri ( États-Unis)                                       | Calamity Jane                             |
| 98  | Deadwood,                                  | Comté de Lawrence           | Dakota du Sud ( États-Unis)                                  | Calamity Jane                             |
| 99  | El Plomo                                   | Ouest                       | Texas ( États-Unis)                                          | Calamity Jane                             |
| 100 | Mexico,                                    | —                           | Mexico (DF) ( Mexique)                                       | Tortillas pour les Dalton                 |
| 101 | Xochitecotzingo                            | Inconnu                     | Inconnu ( Mexique)                                           | Tortillas pour les Dalton                 |
| 102 | Londres,                                   | —                           | Grand Londres ( Royaume-Uni de Grande-Bretagne et d'Irlande) | Tortillas pour les Dalton                 |
| 103 | Denver                                     | Comté de Denver             | Colorado ( États-Unis)                                       | La Diligence                              |
| 104 | Fort Bridger                               | Comté de Uinta              | Wyoming ( États-Unis)                                        | La Diligence                              |
| 105 | Salt Lake City                             | Comté de Salt Lake          | Utah ( États-Unis)                                           | La Diligence                              |
| 106 | Carson City                                | —                           | Nevada ( États-Unis)                                         | La Diligence                              |
| 107 | Sacramento                                 | Comté de Sacramento         | Californie ( États-Unis)                                     | La Diligence                              |
| 108 | San Francisco                              | Comté de San Francisco      | Californie ( États-Unis)                                     | La Diligence                              |
| 109 | Cracovie,                                  | Petite-Pologne              | Grand-duché de Cracovie ( Autriche-Hongrie)                  | Le Pied-Tendre                            |
| 110 | Dry Gulch                                  | Ouest                       | Texas ( États-Unis)                                          | Le Pied-Tendre                            |
| 111 | Édimbourg,                                 | —                           | Midlothian ( Royaume-Uni de Grande-Bretagne et d'Irlande)    | Le Pied-Tendre                            |
| 112 | Fenton Town → Dalton City → Angel Junction | Inconnu                     | Texas ( États-Unis)                                          | Dalton City                               |
| 113 | Kearney,                                   | Comté de Clay               | Missouri ( États-Unis)                                       | Jesse James                               |
| 114 | Fort Coyote                                | Inconnu                     | Inconnu ( États-Unis)                                        | Western Circus                            |
| 115 | Albuquerque                                | Comté de Bernalillo         | Nouveau-Mexique ( États-Unis)                                | Canyon Apache                             |
| 116 | Cactus Junction                            | Inconnu                     | Texas ( États-Unis)                                          | Ma Dalton                                 |
| 117 | Tumbleweed Town                            | Inconnu                     | Texas ( États-Unis)                                          | Ma Dalton                                 |
| 118 | Grassville                                 | Inconnu                     | Texas ( États-Unis)                                          | Ma Dalton                                 |
| 119 | Poison Ivy Gulch                           | Inconnu                     | Texas ( États-Unis)                                          | Ma Dalton                                 |
| 120 | Alfalfa City                               | Inconnu                     | Texas ( États-Unis)                                          | Ma Dalton                                 |
| 121 | Sweetbread Pueblo                          | Inconnu                     | Texas ( États-Unis)                                          | Ma Dalton                                 |
| 122 | Limabeanville                              | Inconnu                     | Texas ( États-Unis)                                          | Ma Dalton                                 |
| 123 | Mattress Springs                           | Inconnu                     | Texas ( États-Unis)                                          | Ma Dalton                                 |
| 124 | Lettuce Falls                              | Inconnu                     | Texas ( États-Unis)                                          | Ma Dalton                                 |
| 125 | River Pueblo                               | Inconnu                     | Texas ( États-Unis)                                          | La Bataille du riz                        |
| 126 | Cheyenne Pass                              | Inconnu                     | Inconnu ( États-Unis)                                        | Chasseur de primes                        |
| 127 | Flanagan Mining Camp                       | Inconnu                     | Inconnu ( États-Unis)                                        | Chasseur de primes                        |
| 128 | Abilene                                    | Comté de Dickinson          | Kansas ( États-Unis)                                         | Le Grand Duc                              |
| 129 | Charleston                                 | Comté de Charleston         | Caroline du Sud ( États-Unis)                                | Le Grand Duc                              |
| 130 | Louisville                                 | Comté de Jefferson          | Kentucky ( États-Unis)                                       | Le Grand Duc                              |
| 131 | Big Bridge                                 | —                           | Kansas ( États-Unis)                                         | Le Grand Duc                              |
| 132 | Kansas City                                | —                           | Missouri ( États-Unis)                                       | Le Grand Duc                              |
| 133 | Empty Crossings                            | Ouest                       | Kansas ( États-Unis)                                         | Le Grand Duc                              |
| 134 | Bellow Springs                             | —                           | Kansas ( États-Unis)                                         | Le Grand Duc                              |
| 135 | Grassy Junction                            | Inconnu                     | Kansas ( États-Unis)                                         | Le Grand Duc                              |
| 136 | Nugget Town                                | Inconnu                     | Kansas ( États-Unis)                                         | Le Grand Duc                              |
| 137 | Daisy Town                                 | Inconnu                     | Texas ( États-Unis)                                          | Le Grand Duc Daisy Town                   |
| 138 | Moscou,                                    | —                           | Moscou ( Russie)                                             | Le Grand Duc                              |
| 139 | Virginia City                              | Comté de Storey             | Nevada ( États-Unis)                                         | L'Héritage de Rantanplan                  |
| 140 | Sleepy Gulch                               | Inconnu                     | Inconnu ( États-Unis)                                        | 7 histoires de Lucky Luke                 |
| 141 | Chestnut Town                              | Inconnu                     | Texas ( États-Unis)                                          | 7 histoires de Lucky Luke                 |
| 142 | Rome,                                      | —                           | Latium ( Italie)                                             | 7 histoires de Lucky Luke                 |
| 143 | Lexington,                                 | Comté de Fayette            | Kentucky ( États-Unis)                                       | 7 histoires de Lucky Luke                 |
| 144 | Houston                                    | Comté de Harris             | Texas ( États-Unis)                                          | 7 histoires de Lucky Luke                 |
| 145 | Miner's Pass (ou Minner's Pass)            | Inconnu                     | Texas ( États-Unis)                                          | Le Cavalier blanc                         |
| 146 | Indian Flats                               | Inconnu                     | Texas ( États-Unis)                                          | Le Cavalier blanc                         |
| 147 | Gettysburg,                                | Comté d'Adams               | Pennsylvanie ( États-Unis)                                   | Le Cavalier blanc                         |
| 148 | Tumbleweed Springs                         | Inconnu                     | Texas ( États-Unis)                                          | Le Cavalier blanc                         |
| 149 | Wallys Town                                | Inconnu                     | Inconnu ( États-Unis)                                        | La Guérison des Dalton                    |
| 150 | Bald Hill                                  | Inconnu                     | Texas ( États-Unis)                                          | La Guérison des Dalton                    |
| 151 | Patos River                                | Inconnu                     | Texas ( États-Unis)                                          | La Guérison des Dalton                    |
| 152 | Freiberg,                                  | —                           | Margraviat de Moravie ( Autriche-Hongrie)                    | La Guérison des Dalton                    |
| 153 | Grass Town                                 | Inconnu                     | Texas ( États-Unis)                                          | L'Empereur Smith                          |
| 154 | Dallas,                                    | —                           | Texas ( États-Unis)                                          | L'Empereur Smith                          |
| 155 | Phoenix,                                   | Comté de Maricopa           | Arizona ( États-Unis)                                        | L'Empereur Smith                          |
| 156 | Tucson,                                    | Comté de Pima               | Arizona ( États-Unis)                                        | L'Empereur Smith                          |
| 157 | Longhorn Gulch                             | Inconnu                     | Texas ( États-Unis)                                          | L'Empereur Smith                          |
| 158 | Fort Worth,                                | —                           | Texas ( États-Unis)                                          | L'Empereur Smith                          |
| 159 | Apache Pueblo                              | Inconnu                     | Texas ( États-Unis)                                          | L'Empereur Smith                          |
| 160 | Las Vegas,                                 | Comté de Clark              | Nevada ( États-Unis)                                         | Le Fil qui chante                         |
| 161 | Austin                                     | Comté de Lander             | Nevada ( États-Unis)                                         | Le Fil qui chante                         |
| 162 | Ben Gulch                                  | Inconnu                     | Inconnu ( États-Unis)                                        | La Ballade des Dalton et autres histoires |
| 163 | Grass City                                 | Inconnu                     | Inconnu ( États-Unis)                                        | La Ballade des Dalton et autres histoires |
| 164 | Falstaff Bend                              | Inconnu                     | Inconnu ( États-Unis)                                        | La Ballade des Dalton et autres histoires |
| 165 | Rocky Terminal                             | Inconnu                     | Inconnu ( États-Unis)                                        | La Ballade des Dalton et autres histoires |
| 166 | Palomino City                              | Inconnu                     | Inconnu ( États-Unis)                                        | La Ballade des Dalton et autres histoires |
| 167 | Trigger Gulch                              | Inconnu                     | Inconnu ( États-Unis)                                        | La Ballade des Dalton et autres histoires |
| 168 | Pancake Valley                             | Inconnu                     | Inconnu ( États-Unis)                                        | La Ballade des Dalton et autres histoires |
| 169 | Dead Cattle Gulch                          | Ouest                       | Inconnu ( États-Unis)                                        | La Ballade des Dalton et autres histoires |
| 170 | Yuma                                       | Comté de Yuma               | Arizona ( États-Unis)                                        | Le Magot des Dalton                       |
| 171 | New New Orleans                            | Inconnu                     | Arizona ( États-Unis)                                        | Le Magot des Dalton                       |
| 172 | Red Rock Junction                          | Ouest                       | Arizona ( États-Unis)                                        | Le Magot des Dalton                       |
| 173 | East Saginaw                               | —                           | Michigan ( États-Unis)                                       | Le Bandit manchot                         |
| 174 | Yellow City                                | Inconnu                     | Michigan ( États-Unis)                                       | Le Bandit manchot                         |
| 175 | Poker Gulch                                | Inconnu                     | Nebraska ( États-Unis)                                       | Le Bandit manchot                         |
| 176 | Yucca Gulch                                | Inconnu                     | Nevada ( États-Unis)                                         | Le Bandit manchot                         |
| 177 | Gulch Gulch                                | Inconnu                     | Nevada ( États-Unis)                                         | Le Bandit manchot                         |
| 178 | Gambling Town                              | Inconnu                     | Nevada ( États-Unis)                                         | Le Bandit manchot                         |
| 179 | Oakville                                   | Ouest                       | Inconnu ( États-Unis)                                        | La Corde du pendu et autres histoires     |
| 180 | Pocopoco City                              | Inconnu                     | Inconnu ( États-Unis)                                        | La Corde du pendu et autres histoires     |
| 181 | Quattstite                                 | Inconnu                     | Arizona ( États-Unis)                                        | La Corde du pendu et autres histoires     |
| 182 | Purgatory                                  | Ouest                       | Inconnu ( États-Unis)                                        | La Corde du pendu et autres histoires     |
| 183 | Desperado Gulch                            | Inconnu                     | Inconnu ( États-Unis)                                        | La Corde du pendu et autres histoires     |
| 184 | New Shanghai Gulch                         | Inconnu                     | Inconnu ( États-Unis)                                        | La Corde du pendu et autres histoires     |
| 185 | Boston                                     | Comté de Suffolk            | Massachusetts ( États-Unis)                                  | Sarah Bernhardt                           |
| 186 | Niagara Falls                              | Comté de Niagara            | New York ( États-Unis)                                       | Sarah Bernhardt                           |
| 187 | Detroit                                    | Comté de Wayne              | Michigan ( États-Unis)                                       | Sarah Bernhardt                           |
| 188 | Stone-Broke City                           | Inconnu                     | Inconnu ( États-Unis)                                        | Sarah Bernhardt                           |
| 189 | Dead End City (ou Dead End Gulch)          | Ouest                       | Inconnu ( États-Unis)                                        | Le Daily Star                             |
| 190 | Rabbit Creek                               | Ouest                       | Inconnu ( États-Unis)                                        | La Fiancée de Lucky Luke                  |
| 191 | Whitney                                    | Inconnu                     | Inconnu ( États-Unis)                                        | Le Ranch maudit                           |
| 192 | Smithville                                 | Inconnu                     | Inconnu ( États-Unis)                                        | Le Ranch maudit                           |
| 193 | Hitch City                                 | Comté de Pennington         | Dakota du Sud ( États-Unis)                                  | Le Ranch maudit                           |
| 194 | Rabbit Gulch                               | Inconnu                     | Inconnu ( États-Unis)                                        | Nitroglycérine                            |
| 195 | Indigo → Athletic City                     | Ouest                       | Californie ( États-Unis)                                     | L'Alibi                                   |
| 196 | San Agustín                                | —                           | Chihuahua ( Mexique)                                         | L'Alibi                                   |
| 197 | Veracruz                                   | —                           | Chihuahua ( Mexique)                                         | L'Alibi                                   |
| 198 | Saint Joseph                               | Comté de Buchanan           | Missouri ( États-Unis)                                       | Le Pony Express                           |
| 199 | Just Joint Junction                        | Inconnu                     | Arizona ( États-Unis)                                        | L'Amnésie des Dalton                      |
| 200 | Keepsake City                              | Inconnu                     | Arizona ( États-Unis)                                        | L'Amnésie des Dalton                      |
| 201 | Doom                                       | Phantom Valley              | Inconnu ( États-Unis)                                        | Chasse aux fantômes                       |
| 202 | Hadley City                                | Inconnu                     | Inconnu ( États-Unis)                                        | Les Dalton à la noce                      |
| 203 | Miles City                                 | Inconnu                     | Inconnu ( États-Unis)                                        | Les Dalton à la noce                      |
| 204 | Miles City                                 | Inconnu                     | Inconnu ( États-Unis)                                        | Les Dalton à la noce                      |
| 205 | Turkey Creek                               | Inconnu                     | Inconnu ( États-Unis)                                        | Les Dalton à la noce                      |
| 206 | Illinoistown                               | Comté de Saint Clair        | Illinois ( États-Unis)                                       | Le Pont sur le Mississipi                 |
| 207 | Tombstone City                             | Inconnu                     | Texas ( États-Unis)                                          | Mac chez les Indiens                      |
| 208 | Hadley City                                | Ouest                       | Texas ( États-Unis)                                          | Mac chez les Indiens                      |
| 209 | Fantôme-City                               | Inconnu                     | Texas ( États-Unis)                                          | Un Cheik au Far West                      |
| 210 | Zombie City                                | Inconnu                     | Texas ( États-Unis)                                          | Un Cheik au Far West                      |
| 211 | Fort Smith                                 | Comté de Sebastian          | Arkansas ( États-Unis)                                       | Belle Starr                               |
| 212 | Dyea                                       | Borough de Skagway          | Alaska ( États-Unis)                                         | Le Klondike                               |
| 213 | Dawson                                     | —                           | Yukon ( Canada)                                              | Le Klondike                               |
| 214 | Skagway                                    | Borough de Skagway          | Alaska ( États-Unis)                                         | Le Klondike                               |
| 215 | Abilene,                                   | —                           | Texas ( États-Unis)                                          | O.K. Corral                               |
| 216 | Mosquito-Gulch                             | Inconnu                     | Louisiane ( États-Unis)                                      | Marcel Dalton                             |
| 217 | Paradise Gulch                             | Ouest                       | Inconnu ( États-Unis)                                        | Le Prophète                               |
| 218 | Hound Dog City                             | Far West                    | Inconnu ( États-Unis)                                        | L'Artiste-peintre                         |
| 219 | Dodge City                                 | Inconnu                     | Texas ( États-Unis)                                          | La Légende de l'Ouest                     |
| 220 | Yorktown                                   | Inconnu                     | Inconnu ( États-Unis)                                        | La Légende de l'Ouest                     |
| 221 | Sundance City                              | Inconnu                     | Inconnu ( États-Unis)                                        | La Légende de l'Ouest                     |
| 222 | Sunrise                                    | Ouest                       | Inconnu ( États-Unis)                                        | Le Cuisinier Français                     |
| 223 | Hochelaga → Montréal,                      | —                           | Québec ( Canada)                                             | La Belle Province                         |
| 224 | Québec,                                    | —                           | Québec ( Canada)                                             | La Belle Province                         |
| 225 | La Rochelle,                               | —                           | Charente-Maritime ( France)                                  | La Belle Province                         |
| 226 | Eau Claire                                 | —                           | Wisconsin ( États-Unis)                                      | La Belle Province                         |
| 227 | Contrecœur                                 | Montérégie                  | Québec ( Canada)                                             | La Belle Province                         |
| 228 | Varennes,                                  | Montérégie                  | Québec ( Canada)                                             | La Belle Province                         |
| 229 | Trois-Rivières,                            | Vallée du Saint-Maurice     | Québec ( Canada)                                             | La Belle Province                         |
| 230 | Eagle                                      | Inconnu                     | Montana ( États-Unis)                                        | La Corde au cou                           |
| 231 | Junction Pass                              | Inconnu                     | Montana ( États-Unis)                                        | La Corde au cou                           |
| 232 | La Fourche                                 | Inconnu                     | Montana ( États-Unis)                                        | La Corde au cou                           |
| 233 | Plummer City                               | Inconnu                     | Montana ( États-Unis)                                        | La Corde au cou                           |
| 234 | Columbus                                   | Comté de Hickman            | Kentucky ( États-Unis)                                       | L'Homme de Washington                     |
| 235 | Poplar Bluff                               | Comté de Butler             | Missouri ( États-Unis)                                       | L'Homme de Washington                     |
| 236 | Hermann                                    | Comté de Gasconade          | Missouri ( États-Unis)                                       | L'Homme de Washington                     |
| 237 | Green Bay,                                 | Comté de Brown              | Wisconsin ( États-Unis)                                      | Lucky Luke contre Pinkerton               |
| 238 | Cedar City,                                | Comté d'Iron                | Utah ( États-Unis)                                           | Lucky Luke contre Pinkerton               |
| 239 | Red Point                                  | Inconnu                     | Utah ( États-Unis)                                           | Lucky Luke contre Pinkerton               |
| 240 | Baltimore                                  | —                           | Maryland ( États-Unis)                                       | Lucky Luke contre Pinkerton               |
| 241 | Harrisburg                                 | Comté du Dauphin            | Pennsylvanie ( États-Unis)                                   | Lucky Luke contre Pinkerton               |
| 242 | Brown Rock                                 | Inconnu                     | Inconnu ( États-Unis)                                        | Lucky Luke contre Pinkerton               |
| 243 | Springfield,                               | Comté de Sangamon           | Illinois ( États-Unis)                                       | Lucky Luke contre Pinkerton               |
| 244 | Santa Fe                                   | Comté de Santa Fe           | Nouveau-Mexique ( États-Unis)                                | Cavalier seul                             |
| 245 | Culver City                                | Inconnu                     | Nouveau-Mexique ( États-Unis)                                | Cavalier seul                             |
| 246 | Fancy Town                                 | Inconnu                     | Inconnu ( États-Unis)                                        | Cavalier seul                             |
| 247 | Hollyfield                                 | Inconnu                     | Texas ( États-Unis)                                          | Cavalier seul                             |
| 248 | Sunset Point                               | Inconnu                     | Nouveau-Mexique ( États-Unis)                                | Cavalier seul                             |
| 249 | Tallahassee,                               | Comté de Leon               | Floride ( États-Unis)                                        | Cavalier seul                             |
| 250 | Pecos Ville                                | Inconnu                     | Nouveau-Mexique ( États-Unis)                                | Cavalier seul                             |
| 251 | Grassy Junction                            | Inconnu                     | Nouveau-Mexique ( États-Unis)                                | Cavalier seul                             |
| 252 | Cheddar Menthon                            | Inconnu                     | Nouveau-Mexique ( États-Unis)                                | Cavalier seul                             |
| 253 | Rich Point                                 | Inconnu                     | Nouveau-Mexique ( États-Unis)                                | Cavalier seul                             |
| 254 | Dead Creek                                 | Inconnu                     | Nouveau-Mexique ( États-Unis)                                | Cavalier seul                             |
| 255 | Milton Grove                               | Inconnu                     | Nouveau-Mexique ( États-Unis)                                | Cavalier seul                             |
| 256 | Patos River                                | Inconnu                     | Nouveau-Mexique ( États-Unis)                                | Cavalier seul                             |
| 257 | Lautner Station                            | Inconnu                     | Texas ( États-Unis)                                          | Les Tontons Dalton                        |
| 258 | Rupin City                                 | Inconnu                     | Texas ( États-Unis)                                          | Les Tontons Dalton                        |
| 259 | Pomerol                                    | Inconnu                     | Texas ( États-Unis)                                          | Les Tontons Dalton                        |
| 260 | Chelm City                                 | Inconnu                     | Montana ( États-Unis)                                        | La Terre promise                          |
| 261 | Analyst Gulch                              | Inconnu                     | Inconnu ( États-Unis)                                        | La Terre promise                          |
| 262 | Gotham City                                | Inconnu                     | Inconnu ( États-Unis)                                        | La Terre promise                          |
| 263 | Peachy Poy                                 | Inconnu                     | Inconnu ( États-Unis)                                        | La Terre promise                          |
| 264 | Kichinev,                                  | —                           | Gouvernement de Bessarabie ( Empire russe)                   | La Terre promise                          |
| 265 | Berditchev,                                | —                           | Gouvernement de Kiev ( Empire russe)                         | La Terre promise                          |
| 266 | Miami,                                     | Comté de Miami-Dade         | Floride ( États-Unis)                                        | La Terre promise                          |
| 267 | Kiev,                                      | —                           | Gouvernement de Kiev ( Empire russe)                         | La Terre promise                          |
| 268 | Gênes,                                     | —                           | Ligurie ( Italie)                                            | La Terre promise                          |
| 269 | Riverbank                                  | Inconnu                     | Inconnu ( États-Unis)                                        | Un cow-boy à Paris                        |
| 270 | Pueblo Alto                                | Inconnu                     | Inconnu ( États-Unis)                                        | Un cow-boy à Paris                        |
| 271 | Rouen                                      | —                           | Seine-Inférieure ( France)                                   | Un cow-boy à Paris                        |
| 272 | Camembert                                  | —                           | Orne ( France)                                               | Un cow-boy à Paris                        |
| 273 | Paris                                      | —                           | Seine ( France)                                              | Un cow-boy à Paris                        |
| 274 | Asnières,                                  | —                           | Seine ( France)                                              | Un cow-boy à Paris                        |
| 275 | Charenton,                                 | —                           | Seine ( France)                                              | Un cow-boy à Paris                        |
| 276 | Nitchevonada                               | —                           | Kansas ( États-Unis)                                         | Un cow-boy dans le coton                  |
| 277 | Pont de Breaux                             | —                           | Louisiane ( États-Unis)                                      | Un cow-boy dans le coton                  |
| 278 | Cattle Gulch → Veggie Town                 | Far West                    | Texas ( États-Unis)                                          | L'Arche de Rantanplan                     |

#### Liste des forts
| N° | Ville          | Localisation      | État                   | Album d'apparition     |
| -- | -------------- | ----------------- | ---------------------- | ---------------------- |
| 1  | Fort Trumbull  | Inconnu           | Arizona ( États-Unis)  | Alerte aux Pieds-Bleus |
| 2  | Fort Coward    | Inconnu           | Texas ( États-Unis)    | L'Évasion des Dalton   |
| 3  | Fort Cheyenne  | Inconnu           | Wyoming ( États-Unis)  | Le 20e de cavalerie    |
| 4  | Fort Canyon    | Inconnu           | Texas ( États-Unis)    | Canyon Apache          |
| 5  | Fort Blueshirt | Territoire indien | Montana ( États-Unis)  | La Corde au cou        |
| 6  | Fort Maddog    | Inconnu           | Texas ( États-Unis)    | Lucky Luke se marie!?  |
| 7  | Fort Firefly   | Inconnu           | Inconnu ( États-Unis)  | Un Cheik au Far West   |
| 7  | Fort Mermett   | Inconnu           | Oklahoma ( États-Unis) | L'Arche de Rantanplan  |

#### Liste des pénitenciers
| N° | Ville                                | Localisation | État                          | Album d'apparition          |
| -- | ------------------------------------ | ------------ | ----------------------------- | --------------------------- |
| 1  | Pénitencier d'Awful Gulch            | Far West     | Texas ( États-Unis)           | Les Dalton dans le blizzard |
| 2  | Pénitencier de Chico Chico           | Inconnu      | Texas ( États-Unis)           | Les Dalton courent toujours |
| 3  | Pénitencier territorial de Yuma      | Inconnu      | Arizona ( États-Unis)         | Le Magot des Dalton         |
| 4  | Pénitencier de Red Rock Junction     | Inconnu      | Arizona ( États-Unis)         | Le Magot des Dalton         |
| 5  | Pénitencier fédéral de Bronco Pueblo | Inconnu      | Nouveau-Mexique ( États-Unis) | L'Homme de Washington       |
| 6  | Pénitencier de Grizzly Pass          | Inconnu      | Inconnu ( États-Unis)         | Lucky Luke contre Pinkerton |
| 7  | Pénitencier de Rio Rancho            | Inconnu      | Nouveau-Mexique ( États-Unis) | Cavalier seul               |
| 8  | Pénitencier de Muffin Junction       | Inconnu      | Inconnu ( États-Unis)         | Les Tontons Dalton          |
| 9  | Pénitencier de Cross Junction        | Inconnu      | Inconnu ( États-Unis)         | Un cow-boy à Paris          |
| 10 | Pénitencier de Musselburg            | Inconnu      | Kansas ( États-Unis)          | Un cow-boy dans le coton    |
| 10 | Pénitencier de Kolb Cross            | Inconnu      | Inconnu ( États-Unis)         | L'Arche de Rantanplan       |

## Kid Lucky

### Pays
L'action de Kid Lucky se déroule aux États-Unis.
Il y a également un autre pays dans lequel se déroule l'histoire mais où Kid Lucky ne s'est pas rendu, à savoir l'Empire de Chine (Himalaya).

### États
Durant l'histoire des aventures de Kid Lucky, ce dernier s'est en tout rendu dans deux États américains, à savoir l'Arizona et le Texas.
Il y a également un autre État dans lequel se déroule l'histoire mais où Kid Lucky ne s'est pas rendu, à savoir la Virginie.

### Villes

#### Liste des villes
| N° | Ville           | Localisation   | État                                                         | Album d'apparition |
| -- | --------------- | -------------- | ------------------------------------------------------------ | ------------------ |
| 1  | Mushroom City   | Ouest          | Arizona ( États-Unis)                                        | Oklahoma Jim       |
| 2  | Frog City       | Inconnu        | Arizona ( États-Unis)                                        | Oklahoma Jim       |
| 3  | Pearce City     | Inconnu        | Arizona ( États-Unis)                                        | Oklahoma Jim       |
| 4  | Tip Town        | Inconnu        | Arizona ( États-Unis)                                        | Oklahoma Jim       |
| 5  | Dead Horse City | Inconnu        | Arizona ( États-Unis)                                        | Oklahoma Jim       |
| 6  | Westminster,    | —              | Grand Londres ( Royaume-Uni de Grande-Bretagne et d'Irlande) | Statue Squaw       |
| 7  | Yorktown,       | Comté de York  | Virginie ( États-Unis)                                       | Statue Squaw       |
| 8  | Gift City       | Inconnu        | Inconnu ( États-Unis)                                        | Statue Squaw       |
| 9  | Pacopaco        | Inconnu        | Inconnu ( États-Unis)                                        | Suivez la Flèche   |
| 10 | Juarez          | Inconnu        | Inconnu ( États-Unis)                                        | Suivez la Flèche   |
| 11 | Durango ,       | —              | Durango ( Mexique)                                           | Suivez la Flèche   |
| 12 | Carchet City    | Inconnu        | Inconnu ( États-Unis)                                        | Kid ou double      |
| 13 | San Antonio ,   | Comté de Bexar | Texas ( États-Unis)                                          | Kid ou double      |

#### Liste des forts
| N° | Ville       | Localisation | État                  | Album d'apparition |
| -- | ----------- | ------------ | --------------------- | ------------------ |
| 1  | Fort Boyard | Inconnu      | Inconnu ( États-Unis) | Kid Lucky          |

#### Liste des pénitenciers
| N° | Ville                    | Localisation | État                  | Album d'apparition |
| -- | ------------------------ | ------------ | --------------------- | ------------------ |
| 1  | Prison de Rightfull Bend | Inconnu      | Inconnu ( États-Unis) | Suivez la Flèche   |

## Rantanplan

### Pays
En plus des États-Unis, Rantanplan s'est rendu dans deux autres pays étrangers durant ses aventures, à savoir la France et l’Empire de Chine.

### États
Durant l'histoire des aventures de Rantanplan, ce dernier s'est en tout rendu dans quatre États américains, à savoir l’Arizona, la Californie, le Nevada et le Texas.
Il y a également un autre État dans lequel se déroule l'histoire mais où Rantanplan ne s'est pas rendu, à savoir l'Arizona.

### Villes

#### Liste des villes
| N° | Ville                  | Localisation | État                  | Album d'apparition |
| -- | ---------------------- | ------------ | --------------------- | ------------------ |
| 1  | Gold Rate City         | Inconnu      | Texas ( États-Unis)   | Le Parrain         |
| 2  | Golden Creek City      | Inconnu      | Texas ( États-Unis)   | Le Clown           |
| 3  | Saint-Joseph           | —            | Inconnu ( États-Unis) | Le Clown           |
| 4  | Canyon City            | Inconnu      | Inconnu ( États-Unis) | Le Clown           |
| 5  | Double Valley Junction | Inconnu      | Inconnu ( États-Unis) | Le Clown           |
| 6  | Shanghai               | —            | Jiangsu ( Chine)      | Le Fugitif         |
| 7  | Canton                 | —            | Guangdong ( Chine)    | Le Fugitif         |
| 8  | Speckofdust Valley     | Inconnu      | Inconnu ( États-Unis) | Le Messager        |
| 9  | Poony City             | Inconnu      | Inconnu ( États-Unis) | Morts de rire      |

#### Liste des forts
| N° | Ville                 | Localisation | État                  | Album d'apparition |
| -- | --------------------- | ------------ | --------------------- | ------------------ |
| 1  | Fort Yuma             | Inconnu      | Arizona ( États-Unis) | Le Chameau         |
| 2  | Fort de Wichita Falls | Inconnu      | Inconnu ( États-Unis) | Le Messager        |